# Marie Nathusius
Marie Nathusius, född Scheele 10 mars 1817 i Magdeburg, död 22 september 1857 i Neinstedt vid Harz, var en tysk författare.
Scheele, som var prästdotter, ingick 1881 äktenskap med Philipp von Nathusius och företog i hans sällskap längre resor samt instiftade 1850 med honom ett räddningsinstitut för gossar på godset Neinstedt. Hon gjorde sig avhållen inom- och utomlands genom sina pietistiska berättelser, som utkom i många upplagor, samlade i Gesammelte Schriften (15 band, 1858-1868; nio band, 1889). Däribland märks Dorf- und Stadtgeschichten (1858), Langenstein und Boblingen (1855), Elisabeth (1858) samt sagor för barn. Hon tonsatte även sånger (Hundert Lieder, 1865).

## Verk (svenska översättningar)
- Adelheid von Plettenhaus: en dagbok (anonym översättning?, Wahlström, 1854)
- En farmors berättelser (Erzählungen deiner Grossmutter) (anonym översättning?, Fr. Svanström, 1860)
- Den ogifta: en berättelse (anonym översättning?, Bonnier, 1860)
- Elisabeth: en berättelse, som icke slutas vid bröloppet (Elisabeth) (bearb. af Thekla Knös, Bonnier, 1866)
- Joachim von Kamern: en lefnadsteckning (Joachim von Kamern: ein Lebenslauf) (anonym översättning?, Bonnier, 1869)
- Tvenne presthus (översättning F. R., 1869)
- Langenstein och Boblingen: en berättelse (Langenstein und Boblingen) (anonym översättning?, Bonnier, 1871)
- Hvad farmor berättade: julhistorier (Erzählungen deiner Grossmutter) (anonym översättning?, Randel, 1875)
- Kristfrids och Julias lefnadsöden (Die Geschichten von Christfried und Julchen) (anonym översättning?, Lundholm, 1875)
- Två berättelser (anonym översättning?, Ad. Johnson, 1892)
- Generalskans kammarjungfru: en stadshistoria (Die Kammerjungfer) (översättning Annie Wall, Ad. Johnson, 1896)

## Fotnoter
1. 1 2  Gemeinsame Normdatei, läst: 12 maj 2014.[källa från Wikidata]
2. ↑  Gemeinsame Normdatei, läst: 22 december 2014.[källa från Wikidata]